# Dirka po Franciji 1983
| Mesto | Ime                  | Država     | Čas          |
| ----- | -------------------- | ---------- | ------------ |
| 1     | Laurent Fignon       | Francija   | 105h 07' 52" |
| 2     | Angel Arroyo         | Španija    | 4' 04"       |
| 3     | Peter Winnen         | Nizozemska | 4' 09"       |
| 4     | Lucien Van Impe      | Belgija    | 4' 16"       |
| 5     | Robert Alban         | Francija   | 7' 53"       |
| 6     | Jean-René Bernaudeau | Francija   | 8' 59"       |
| 7     | Sean Kelly           | Irska      | 12' 09"      |
| 8     | Marc Madiot          | Francija   | 14' 55"      |
| 9     | Phil Anderson        | Avstralija | 16' 56"      |
| 10    | Henk Lubberding      | Nizozemska | 18' 55"      |

Dirka po Franciji 1983 je bila 70. dirka po Franciji, ki je potekala leta 1983.

## Pregled
| Kategorije                          | Podatki                    |
| ----------------------------------- | -------------------------- |
| Začetek-konec                       | Fontenay-sous-Bois - Pariz |
| Dolžina (km)                        | 3.962                      |
| Število etap                        | 22                         |
| Povprečna hitrost zmagovalca (km/h) | 36,230                     |
| Kolesarjev                          | 140                        |
| Tekmo končalo                       | 88                         |